# Esther Maria
Esther Maria (født 1979 Derby, Storbritannien) er en engelskfødt sangerinde og sangskriver med base i Aarhus, Danmark.
Hun debuterede med EP'en My Black heart i 2009.
I 2012 udgav Esther Maria pladen The Abyss produceret af Mark Kramer og i samarbejde med Torsten Stirstrup Cubel. Filmen First You Close Your Eyes instrueret at Lars Kjær Dideriksen handler om indspilningen og hele processen, som foregik i New York, USA. Albummet modtog
Den modtog fire ud af seks stjerner i muskmagasinet GAFFA. Albummet fik også succes med albummet uden for Danmarks grænser, blandt andet i Canada. To af hendes numre fra pladen "Broken" og "Off the edge" er med i Mark Rasos spillefilm Copenhagen fra 2014. "Broken" er også med i serien Rookie Blue' som en feature i sæson afslutningen i 2015.
Ep’en Said & Done udkom i 2015 på Iceberg Records. Den modtog fire ud af seks stjerner i GAFFA.
Esther Maria arbejder med projektet Søster, hvis debutsingle "Verden venter" udkom digitalt 25. maj 2018.
Esther Maria har også en karriere som jazzsangerinde og udgav i 2009 med East Coast Jazz Band pladen Love is here to stay.>

## Diskografi

### Solo
- My Black heart (EP, 2009)
- The Abyss (2012)
- Said & Done (EP, 2015)
- Søster (EP 2018)

### Med East Coast Jazz Band
- Love is here to stay (2009)

### Gæsteoptræden
- Why write (2009) af Jacob Faurholt
- In the flux (2010) af Caspar David